# Абель, Джон (певец)
Джон А́бель (англ. John Abell; 1653 год, Абердиншир — ок. 1724 год, Кембридж) — шотландский композитор и певец, лютнист-виртуоз XVII века.
Состоял певцом в капелле Карла II и в революцию 1688 года потерял своё место и вынужден был покинуть страну.
Зарабатывал на жизнь концертами пения и игры на лютне в Голландии и Германии. В Касселе получил титул интенданта музыки в 1698 году. 
При посещении Абелем Варшавы, он был приглашён для исполнения своих песен к польскому королю. Абель отказался и тогда король пригрозил ему травлей дикими медведями. Абель был вынужден согласиться на концерт; по его воспоминаниям, он никогда не пел так хорошо, как в том раз.
В 1701 году, получив позволение возвратиться в отечество, жил сначала в Лондоне, затем в Кембридже. Год смерти точно не известен.
Из сочинений были изданы несколько песен с английским текстом.